# جينا مكارثي
ريجينا «جينا» مكارثي (بالإنجليزية: Gina McCarthy)‏ (من مواليد 1954) هي مسؤولة عامة أمريكية وخبيرة الصحة البيئية وجودة الهواء، وحاليا تشغل منصب رئيسة وكالة حماية البيئة في الولايات المتحدة.
في 4 مارس 2013، رشحها الرئيس باراك أوباما لتحل محل ليزا جاكسون رئيسا لوكالة البيئة. بدأت جلسات التصديق على القرار في 11 أبريل 2013.
في 18 يوليو 2013، تم التصديق على عيينها بعد جلسات قياسية اسمترت 136 يوما، وأصبحت واجهة مبادرة أوباما العالمية عن الاحترار وتغير المناخ.
كانت مكارثي زميلة في كلية تشان للصحة العامة في جامعة هارفارد. وكان تدرس مادة هناك في قسم الصحة البيئية بعنوان «القيادة البيئية: دمج العلوم، السياسة العامة، والبلاغة السياسية». كانت المتحدثة في المدرسة في عام 2017. في 6 نوفمبر 2017، أرسلت العميدة ميشيل ويليامز إشعارا عاما بتعيين ماكارثي كأستاذة للصحة العامة.